# МАПП газ

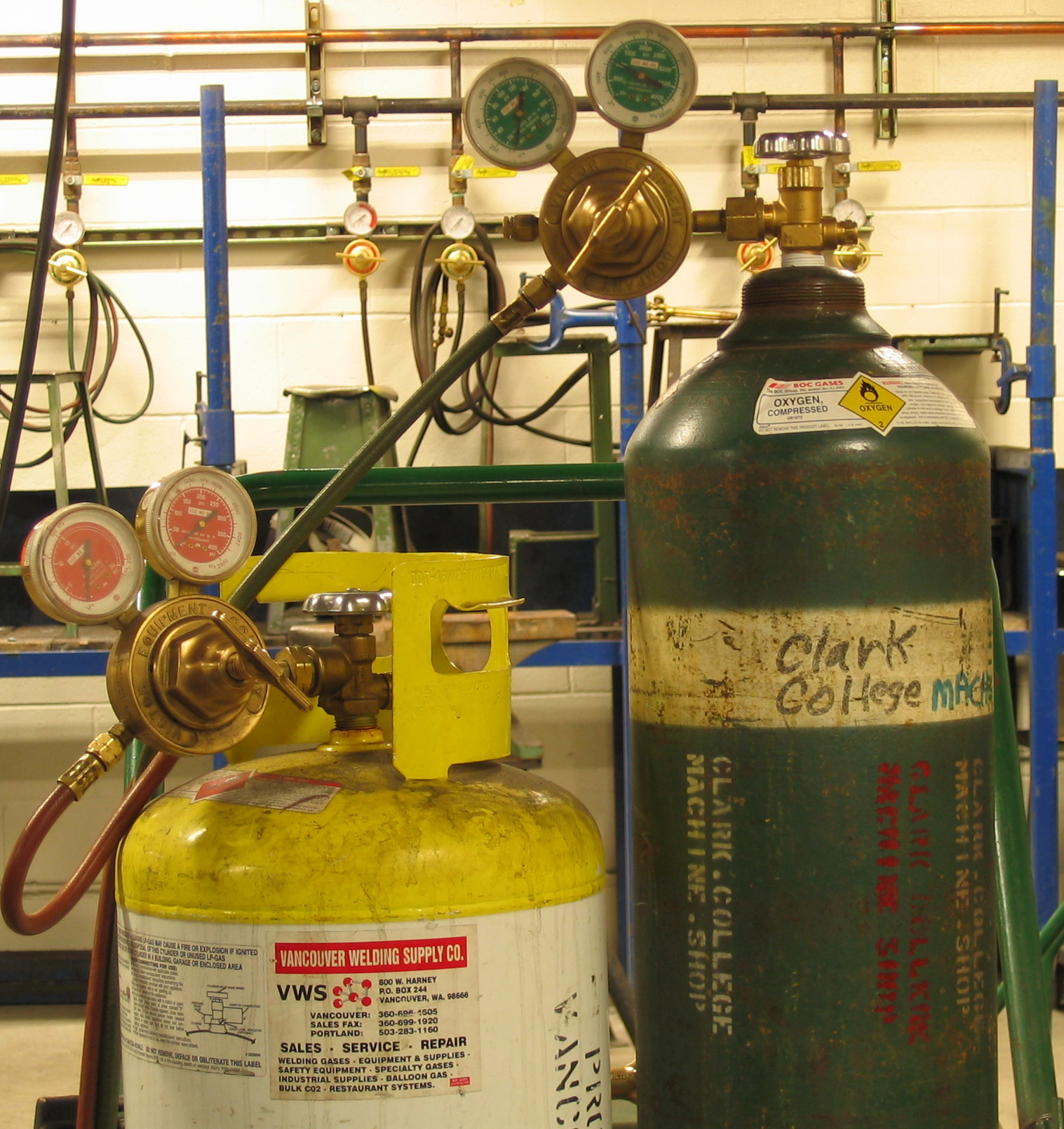
Комплект баллонов для сварки с MAPP газом и кислородом

МАПП газ (от английского MAPP  — methylacetylene-propadiene propane)  —  смесь из нескольких жидких горючих газов,  в основном из пропина (метилацетилен), пропадиена (Allen) и пропана. 
MAPP газ используется в качестве топливного газа для высокотемпературной сварки или пайки. Температура горения газа составляет  2925-3420°C.  К преимуществам использования этой смеси газов относится то, что он требует гораздо меньшего объема, чем газ ацетилен, так как находится в сжиженном состоянии. Это важно при подводной сварке и газовой пайке.
Баллон МАПП газа (21 кг) может заменить 3-4 баллона с ацетиленом, весом в 160-200 кг. 
Типичный состав смеси: 
- 38,4% пропина
- 34,9% пропадиена
- 22,7% других углеводородов.

Название МАПП (MAPP) газа первоначально было фирменным названием американской компании Dow Chemical, но производство МАПП-газа с классическим трёхкомпонентным составом было прекращено в США вначале 2008 г. В настоящее время большинство продуктов, маркированных как "MAPP" на самом деле являются его суррогатами. Они состоят в основном из пропилена и пропана с добавлением, в некоторых случаях, диметилового эфира.

## Физические свойства
МАПП газ бесцветен как в жидкой, так и в газовой форме. Газ имеет выраженный ацетиленовый или рыбный запах при концентрациях выше 100 частей на миллион, это связано  с добавлением аминов в качестве ингибиторов полимеризации. Алкины  имеют сильные запахи. МАПП газ токсичен при вдыхании в высоких концентрациях.